# Баррі (Техас)
Баррі (англ. Barry) — місто (англ. city) в США, в окрузі Наварро штату Техас. Населення — 220 осіб (2020).

## Географія
Баррі розташоване за координатами 32°6′2″ пн. ш. 96°38′26″ зх. д. / 32.10056° пн. ш. 96.64056° зх. д. (32.100437, -96.640532).  За даними Бюро перепису населення США в 2010 році місто мало площу 1,16 км², з яких 1,14 км² — суходіл та 0,02 км² — водойми.

## Демографія
Згідно з переписом 2010 року, у місті мешкали 242 особи в 83 домогосподарствах у складі 64 родин. Густота населення становила 209 осіб/км².  Було 96 помешкань (83/км²).
Расовий склад населення:
| - 80,2 % — білих - 4,1 % — чорних або афроамериканців - 0,8 % — вихідців з тихоокеанських островів - 0,4 % — корінних американців - 12,4 % — осіб інших рас |

До двох чи більше рас належало 2,1 %. Частка іспаномовних становила 19,4 % від усіх жителів.
За віковим діапазоном населення розподілялося таким чином: 22,3 % — особи молодші 18 років, 64,9 % — особи у віці 18—64 років, 12,8 % — особи у віці 65 років та старші. Медіана віку мешканця становила 39,8 року. На 100 осіб жіночої статі у місті припадало 96,7 чоловіків;  на 100 жінок у віці від 18 років та старших — 95,8 чоловіків також старших 18 років.
Середній дохід на одне домашнє господарство  становив 53 671 долар США (медіана — 36 250), а середній дохід на одну сім'ю — 55 032 долари (медіана — 37 500). За межею бідності перебувало 14,2 % осіб, у тому числі 4,7 % дітей у віці до 18 років та 21,4 % осіб у віці 65 років та старших.
Цивільне працевлаштоване населення становило 119 осіб. Основні галузі зайнятості: виробництво — 26,1 %, роздрібна торгівля — 19,3 %, транспорт — 14,3 %.